# Ankarapithecus meteai
Ankarapithecus meteai je druh vyhynulých hominidů, žijících v pozdním miocénu (asi před 9,8 miliony let) na území dnešního Turecka. Je nejzápadněji se vyskytujícím zástupcem asijských hominidů a pravděpodobně patří k vývojové linii současných orangutanů.
Jediný známý druh Ankarapithecus meteai byl popsán v roce 1957 podle nálezů na lokalitě Sinap Tepe u obce Yassıören, asi 50 km severozápadně od Ankary. Elwyn L. Simons a David Pilbeam jej v roce 1965 ztotožnili s druhem Dryopithecus (Sivapithecus) indicus. Původní druhové označení bylo obnoveno až po novém nálezu horní čelisti s částí tváře v roce 1996.
Anatolie byla v miocénu komunikační spojnicí Evropy, Afriky i Asie. Prostředí lokality Sinap tvořila v době před 10 miliony let mozaikovitá krajina, v níž se střídaly řidší lesní porosty s travnatými plochami.

## Popis
Ankarapithecus dosahoval velikosti kolem 30 kg. Stejně jako moderní orangutan nebo vyhynulý Sivapithecus měl robustní čelisti a velké zuby se silnou sklovinou. Předpokládá se, že se živil převážně ovocem, ačkoliv v nepříznivých obdobích roku mohl díky silným zubům konzumovat i tužší plody, ořechy a semena.
Nálezy postkraniální kostry zahrnují pouze jednu vřetenní kost a dva články prstů. O celkově stavbě těla lze tudíž říci jen velmi málo. Vřetenní kost se podobá kostem moderních lidoopů, prsty jsou ale spíše krátké a málo zahnuté. Je možné předpokládat, že Ankarapithecus žil v korunách stromů, kde se již nepohyboval po všech čtyřech končetinách jako opice, ale lezl a šplhal v částečně vzpřímeném postoji jako moderní hominidé. Vzhledem k utváření prstů však ještě nebyl schopen brachiace na předních končetinách jako současní orangutani.

## Fylogeneze
Ankarapithecus byl současníkem rodů Dryopithecus i Sivapithecus a jeho kostra nese znaky různých současných i vyhynulých hominoidů. V morfologii tváře je Ankarapithecus velmi blízký rodu Sivapithecus, postrádá ale typické odvozené znaky moderních orangutanů. Například nemá tak výrazně vysoké a úzké očnice a malý prostor mezi nimi. Zároveň nese i některé konzervativnější znaky, jimiž se blíží spíše africkým lidoopům (šimpanz, gorila) než orangutanům.
Tento fakt je některými odborníky interpretován tak, že Ankarapithecus je hominidem, který se vyvinul ještě před rozdělením podčeledí Ponginae a Homininae. Většina odborníků se ovšem shoduje, že směs ponginních a homininních znaků je způsobena spíše tím, že Ankarapithecus stál na samém počátku vývoje moderních orangutanů a některé typické znaky se u něj ještě nevytvořily. Může být reliktním druhem, který v Anatolii přežíval i poté, co se již v jižní Asii rozšířil modernější rod Sivapithecus.